# Nikolaos Zarifis
Nikolaos Zarifis (griechisch Νικόλαος Ζαρίφης, * 12. Oktober 1885 in Plowdiw; † 17. November 1941 in Marseille) war ein griechischer Tennisspieler.

## Biografie
Zarifis nahm 1906 am Tenniswettbewerb der Olympischen Zwischenspiele in Athen teil. Im Einzel verlor er zum Auftakt gegen den Niederländer Gerard Scheurleer in drei Sätzen. Im Doppel trat Zarifis mit seinem Landsmann Georgios Simiriotou ebenfalls an und gewann sein erstes Match. Das darauffolgende Halbfinalmatch ging jedoch verloren, genau wie das Spiel um Bronze gegen Ladislav und Zdeněk Žemla aus Böhmen. Im Mixed spielte er an der Seite seiner Landsfrau Esme Simiriotou und unterlag abermals im Halbfinale. Zu Simiriotou und deren Bruder Georgios Simiriotis besteht ein nicht genau bekanntes Verwandtschaftsverhältnis. Weitere Tennisresultate von Zarifis sind nicht bekannt.
Sein Cousin Leonidas Zarifis spielte ebenfalls bei den Spielen 1906 im Tenniswettbewerb mit.